# Haruka Sanada
Haruka Sanada (真田春香, Sanada Haruka), née le 6 juin 1989 à Hokkaidō, Japon, est un mannequin de charme et une idole japonaise en films pornographiques.

## Revues
- Bejean
  - Décembre 2006

## Filmographie partielle
| Titre du film | Producteur N°d'identification | Réalisateur | Parution         | Notes                                                                              |
| --- | ----------------------------- | ----------- | ---------------- | ---------------------------------------------------------------------------------- |
| On Assignment! Gals Who Will Take Care of All Your Cleaning Needs 出張!なんでも家政婦ギャルズ Shutchō! Nan demo kasei-fu gyaruzu   | Fitch JUFD-167                | Tairyo Hata | 1er août 2011    | Avec Kurea Muto                                                                    |
| 20 Mature Women With Excellent Glamorous Ripe Body 2 絶品グラマラス熟ボディ20人8時間 2 Zeppin guramarasu juku bodi 20-ri 8-jikan 2 | Madonna JUSD-381              |             | 12 décembre 2011 | Avec Neiro Suzuka, Momoka Nishina, Yumi Kazama, Rio Hamasaki et 15 autres actrices |